# Маурс, Рихард
Ри́хард Ма́урс (встречаются транслитерации Рихард Маур и Рихардс Маурс; латыш. Rihards  Maurs; 12 января 1888 — 6 марта 1966) — латвийско-немецкий, а затем американский скульптор-экспрессионист; после эмиграции жил и работал в Бостоне (США).

## Биография
Рихард Маурс родился 12 января 1888 года в Риге в прибалтийско-немецкой семье занимавшегося столярным делом мастера-ремесленника.
Окончил училище Немецкого общества ремесленников (1907), учился в рижской мастерской скульптора Августа Фольца (1907—1911) и в художественных студиях немецких мастеров в Германии (1911—1912). С 1912 года выставлял свои работы, входил в Объединение независимых художников.
Во время Первой мировой войны жил в эвакуации в Киеве и на Кавказе. После возвращения в Ригу открыл свою художественную студию (1921). Написал ряд портретов деятелей латышской культуры. Работал в области монументально-декоративной и мемориальной скульптуры, экспериментировал с декоративным орнаментом при оформлении интерьеров. Участвовал в реконструкции здания Рижского латышского общества, осуществлённой архитектором Эйженом Лаубе в 1938 году.
Среди учеников — Карлис Янсонс.
В 1944 году выехал на постоянное место жительства в Германию, откуда в 1950 году эмигрировал в США. Жил в Бостоне, работал скульптором в одной из бостонских художественных студий.

## Основные работы
Наиболее значительные работы Рихарда Маурса: интерьер и скульптурное оформление рижского кинотеатра «Splendid Palace» (1923—1924), декоративная скульптура фонтана в парке Кронвалда, скульптура Лачплесиса на фасаде здания Сейма Латвии, скульптурное оформление во дворах домов на ул. Аусекля, 3 (архитектор Павилс Дрейманис) и Я. Асара, 15 (архитектор Освальд Тилманис).
Любимым материалом Рихарда Маурса был недолговечный бетон, что отрицательно сказалось на сохранности его работ. На сегодняшний день некоторые из работ скульптора существуют в копиях. Скульптурная группа «Похищение сабиянок» в конце 1980-х годов была заново отлита в бронзе скульптором Геннадием Степановым и установлена на месте оригинала в 1996 году. Утерянная скульптура «Лачплесис» на фасаде здания Латвийского сейма заменена копией работы скульптора Эдвина Круминьша.

## Галерея
|                       |  |                          |  |                                               |  |             |
| «Похищение сабинянок» |  | Фонтан в парке Кронвалда |  | Декоративная скульптура на фасаде жилого дома |  | «Лачплесис» |